# Lisle (Nova York)
Lisle és una població dels Estats Units a l'estat de Nova York. Segons el cens del 2000 tenia 302 habitants.

## Demografia
Segons el cens del 2000, Lisle tenia 302 habitants, 116 habitatges, i 75 famílies. La densitat de població era de 125,4 habitants/km².
Dels 116 habitatges en un 33,6% hi vivien nens de menys de 18 anys, en un 49,1% hi vivien parelles casades, en un 12,9% dones solteres, i en un 34,5% no eren unitats familiars. En el 30,2% dels habitatges hi vivien persones soles el 19% de les quals corresponia a persones de 65 anys o més que vivien soles. El nombre mitjà de persones vivint en cada habitatge era de 2,6 i el nombre mitjà de persones que vivien en cada família era de 3,3.
Per edats la població es repartia de la següent manera: un 26,8% tenia menys de 18 anys, un 8,6% entre 18 i 24, un 28,8% entre 25 i 44, un 17,9% de 45 a 60 i un 17,9% 65 anys o més.
L'edat mediana era de 36 anys. Per cada 100 dones de 18 o més anys hi havia 87,3 homes.
La renda mediana per habitatge era de 33.750 $ i la renda mediana per família de 45.625 $. Els homes tenien una renda mediana de 31.797 $ mentre que les dones 26.250 $. La renda per capita de la població era de 14.685 $. Entorn del 10,7% de les famílies i el 12,6% de la població estaven per davall del llindar de pobresa.